# 環醇

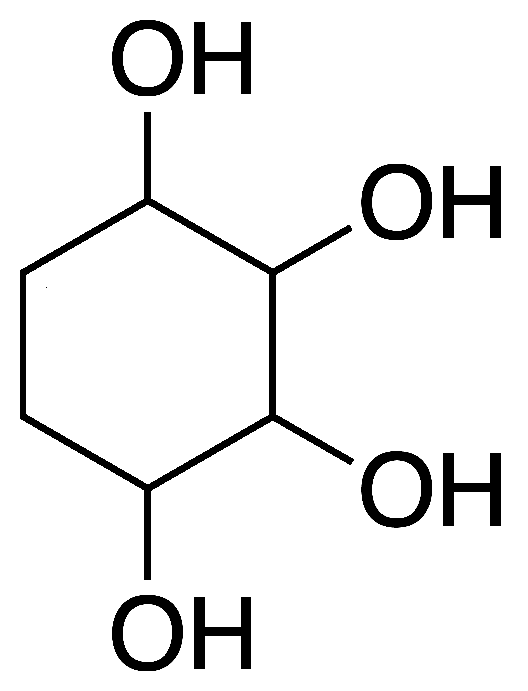
1,2,3,4-环己四醇

環醇是有機化合物的一類，為脂環烴中的氫原子被羥基取代而成的化合物，為環聚醇。環醇是植物體內形成用來做為抗滲透壓劑的一種，以平衡鹽或水的滲透壓。一些環醇（如奎寧酸或莽草酸）為水解單寧。

## 自然存在的環醇
- 甲基肌醇
- 牛嬭菜醇
- 肌醇
- 芒柄花醇（4-O-methyl-myo-inositol）
- 松醇（3-O-methyl-chiro-inositol）
- 輻射松醇（di-O-methyl -(+）-chiro-inositol)
- 白堅木醇（2-0-methyl-chiro-inositol）
- 奎寧酸
- 莽草酸
- 鏈黴菌醇
- 槲寄生醇（dimethyl-ether-muco-inositol）

### 糖苷
- 鷹嘴豆醣

### 磷酸鹽
- 植酸

## 另見
- 氨基环醇

## 外部連結
- Nomenclature of Cyclitols on chem.qmul.ac.uk （页面存档备份，存于）
- List of cyclitol molecules on chemicalland21.com （页面存档备份，存于）